# Nergüin Enkhbat
Nergüin Enkhbat, né à Oulan-Bator le 18 mars 1962 et mort le 6 avril 2022, est un boxeur mongol.

## Carrière
Sa carrière amateur est principalement marquée par une médaille de bronze remportée aux Jeux olympiques de Séoul en 1988 en poids légers.

### Jeux olympiques
- Médaille de bronze en -60 kg aux Jeux de 1988 à Séoul